# The Vampire Chronicles
The Vampire Chronicles è il secondo album dei Theatres des Vampires pubblicato nel 1999.

## Tracce
1. Preludium – 3:30
2. Enthrone The Dark Angel – 5:25
3. Thule – 4:58
4. Throne Of Dark Immortals – 4:10
5. Woods Of Valacchia Part 2 - The Revelation – 4:55
6. When The Wolves Cry – 4:58
7. Exorcism – 5:16
8. Carpathian Spells – 3:55
9. Cursed – 5:23
10. The Coven – 6:25